# El hipnotizador
El hipnotizador es una serie de televisión de drama y fantasía brasileña-argentina-uruguaya creada por Pablo De Santis y emitida por HBO. La trama gira en torno a un hipnotizador que sufre insomnio y deberá recurrir a su gran enemigo para resolverlo, quien fue el responsable de lanzarle dicha maldición. La serie tuvo su estreno el 23 de agosto de 2015 y finalizó el 17 de diciembre de 2017 con dos temporadas de 8 episodios cada una.
El elenco principal de la serie estuvo conformado por actores brasileños, argentinos y uruguayos encabezados por Leonardo Sbaraglia, Chico Díaz, César Troncoso, Marilú Marini, Juliana Didone, Bianca Comparato, Chino Darín, Christiana Ubach y Delfi Galbiati. En la segunda temporada, se integraron Carla Quevedo, Lee Taylor y Eduardo Miglionico.

## Sinopsis
Natalio Arenas (Leonardo Sbaraglia) es un hipnotizador que llega a la ciudad de Finisterra, donde se aloja en el hotel Las Violetas, ya que consiguió trabajo en el teatro Rex para realizar sus sesiones de hipnosis en el escenario con la presencia de un nutrido público. Sin embargo, Arenas sufre de un grave insomnio que le impide conciliar el sueño y le provoca tener un aspecto demacrado, lo cual fue producto de una maldición lanzada por su gran enemigo Darek (Chico Díaz), a quien tendrá que enfrentar para recuperar el sueño. A partir de esto, se producirá una lucha entre los dos hipnotizadores, mientras que en el medio se le presentarán casos a Arenas de diferentes clientes, por lo cual, no sólo deberá resolver su problema personal, sino también de todo aquel que llegue al hotel en busca de su ayuda.

## Elenco

### Principal
- Leonardo Sbaraglia como Natalio Arenas.
- Chico Díaz como Darek (Temporada 1).
- César Troncoso como Salinero (Temporada 1).
- Marilú Marini como Domingas (Temporada 1).
- Juliana Didone como Lívia.
- Bianca Comparato como Anita (Temporada 1).
- Chino Darín como Gregorio (Temporada 1).
- Christiana Ubach como Lucía Livanco (Temporada 1).
- Delfi Galbiati como Mendes (Temporada 1).
- Carla Quevedo como Abril (Temporada 2).
- Lee Taylor como Rey de Strombolia (Temporada 2).
- Eduardo Miglionico como Brandsen (Temporada 2).

### Recurrente
- Miguel Lunardi como Castro (Temporada 1).
- Marisol Ribeiro como Carolina (Temporada 1).
- Daniel Infantini como Marenko (Temporada 1).
- Ondina Clais como Zoraide (Temporada 1).
- Stefanie Neukirch como Margarita (Temporada 1).
- Rodrigo García como Luis (Temporada 1).
- Daniel Hendler como Faber (Temporada 2).
- Luis Machín como Sartori (Temporada 2).
- Mayana Neiva como Mariela (Temporada 2).

### Invitados
- Alejandro Awada como Mendoza (Temporada 1).
- Zemanuel Piñero como Suárez (Temporada 1).
- Juan Antonio Saraví como Pianista (Temporada 1).
- Roberto Suárez como Comisario Renzo (Temporada 1).
- Hugo Piccinini como Gerente de hotel / Oskar.
- María Mendive como Madre de Danton (Temporada 1).
- Susana Groisman como Madre de Gregorio (Temporada 1).
- Jorge Bolani como Celso Vicente (Temporada 1).
- Ariel Caldarelli como Médico (Temporada 1).
- Maria de Medeiros como Justina (Temporada 1).
- Mel Fronckowiak como Daria (Temporada 1).
- Gero Camilo como Artur Calambó (Temporada 1).
- Fernando Alves Pinto como Morton (Temporada 2).
- Mirella Pascual como Victoria (Temporada 2).
- Ignacio Cawen como Ruy (Temporada 2).
- Augusto Mazzarelli como Golem (Temporada 2).
- Ana Rosa como Alicia (Temporada 2).
- Florencia Colucci como Eugenia (Temporada 2).
- Néstor Guzzini como Mario (Temporada 2).
- Abel Tripaldi como Papá de Faber (Temporada 2).
- Álvaro Armand Ugón como Carlos (Temporada 2).
- Camila Vives como Teresa (Temporada 2).
- Darío Grandinetti como Capitán (Temporada 2).
- Antonio Osta como Milosz (Temporada 2).
- Alfonso Tort como Gómez (Temporada 2).
- Gustavo Gomensoro como Fernández (Temporada 2).
- Clarissa Kiste como Eva (Temporada 2).
- Yamandú Barrios como Juani (Temporada 2).
- Ruy Guerra como Víctor Corelli (Temporada 2).

## Temporadas
| Temporada | Temporada | Episodios | Emisión original      | Emisión original        |
| Temporada | Temporada | Episodios | Comienzo              | Final                   |
| --------- | --------- | --------- | --------------------- | ----------------------- |
|           | 1         | 8         | 23 de agosto de 2015  | 11 de octubre de 2015   |
|           | 2         | 8         | 29 de octubre de 2017 | 17 de diciembre de 2017 |

## Episodios

### Primera temporada (2015)
| N.º (serie) | N.º (temp) | Título                        | Directores                           | Guionista(s)                                     | Primera emisión          |
| ----------- | ---------- | ----------------------------- | ------------------------------------ | ------------------------------------------------ | ------------------------ |
| 1           | 1          | «La cinta amarilla»           | Alex Gabassi                         | Leonardo Levis, Pablo De Santis y Tiago Texeira  | 23 de agosto de 2015     |
| 2           | 2          | «El coleccionista de días»    | Alex Gabassi                         | Leonardo Levis, Pablo De Santis y Tiago Teixeira | 30 de agosto de 2015     |
| 3           | 3          | «El retrato de Adele»         | José Eduardo Belmonte                | Leonardo Levis, Pablo De Santis y Tiago Teixeira | 6 de septiembre de 2015  |
| 4           | 4          | «El portal de marfil»         | José Eduardo Belmonte                | Leonardo Levis, Pablo De Santis y Tiago Teixeira | 13 de septiembre de 2015 |
| 5           | 5          | «El espejo»                   | Alex Gabassi                         | Leonardo Levis, Pablo De Santis y Tiago Teixeira | 20 de septiembre de 2015 |
| 6           | 6          | «El rey de Strombolia»        | Alex Gabassi                         | Leonardo Levis, Pablo De Santis y Tiago Teixeira | 27 de septiembre de 2015 |
| 7           | 7          | «Donde sueñan las serpientes» | José Eduardo Belmonte y Alex Gabassi | Leonardo Levis, Pablo De Santis y Tiago Teixeira | 4 de octubre de 2015     |
| 8           | 8          | «La almohada de plumas»       | José Eduardo Belmonte                | Leonardo Levis, Pablo De Santis y Tiago Teixeira | 11 de octubre de 2015    |

### Segunda temporada (2017)
| N.º (serie) | N.º (temp) | Título                    | Directores     | Guionista(s)                     | Primera emisión         |
| ----------- | ---------- | ------------------------- | -------------- | -------------------------------- | ----------------------- |
| 9           | 1          | «Puente blanco»           | Marco Dutra    | Pablo De Santis y Tiago Teixeira | 29 de octubre de 2017   |
| 10          | 2          | «Teresa y las mariposas»  | Marco Dutra    | Pablo De Santis                  | 5 de noviembre de 2017  |
| 11          | 3          | «Las pinturas de Sartori» | Aly Muritiba   | Pablo De Santis y Leonardo Levis | 12 de noviembre de 2017 |
| 12          | 4          | «El tribunal»             | Paulo Machline | Pablo De Santis y Leonardo Levis | 19 de noviembre de 2017 |
| 13          | 5          | «Utopía»                  | Aly Muritiba   | Pablo De Santis                  | 26 de noviembre de 2017 |
| 14          | 6          | «Valdemar»                | Marco Dutra    | Pablo De Santis y Thiago Brito   | 3 de diciembre de 2017  |
| 15          | 7          | «Apocalipsis»             | Paulo Machline | Pablo De Santis y Tiago Teixeira | 10 de diciembre de 2017 |
| 16          | 8          | «El último piso»          | Aly Muritiba   | Pablo De Santis                  | 17 de diciembre de 2017 |

## Desarrollo

### Producción
En 2014, se anunció que HBO había adquirido los derechos del cómic El hipnotizador de Pablo De Santis y Juan Sáenz Valiente para adaptarlo a una serie. Más tarde, se anunció que la serie sería estrenada el 21 de agosto de 2015. En agosto del 2016, HBO confirmó la segunda temporada de la serie, cuyo estreno fue el 29 de octubre de 2017.

### Rodaje
La fotografía principal de la serie comenzó a mediados de agosto del 2014 en Montevideo.

### Casting
En junio del 2014, se confirmó que Leonardo Sbaraglia había sido elegido para protagonizar la serie. En agosto de ese año, se anunció que Marilú Marini, Chino Darín, César Troncoso, Chico Díaz, Bianca Comparato y Juliana Didone se habían unido al elenco principal, mientras que Miguel Lunardi, Marisol Ribero, Ondina Clais, Rodrigo García, Daniel Infantini y Stephanie Neukirch fueron fichados para papeles regulares.

## Recepción

### Comentarios de la crítica
La serie recibió críticas positivas por parte de la prensa, la cual en general destacó la idea, el escenario y la actuación de Leonardo Sbaraglia, aunque cuestionaron el ritmo un poco lento de las escenas. En una reseña para Página 12, Federico Lisica comentó que «la puesta en escena y la reconstrucción de época son impecables», al igual que la música original, sin embargo, mencionó que ciertas iconografías no lucían riesgosas. Belén Fourment del diario El País valoró la actuación de Sbaraglia diciendo que su interpretación «calza a la perfección» en el personaje de Natalio Arenas y recalcó que El hipnotizador «es el típico proyecto que pretende transgredir». Mauro Rivera del blog Cinesfuerzo  escribió que  la serie se logra adaptar y que combina impecablemente sus elementos narrativos que hacen recordar a la película El ilusionista (2006) de Neil Burger.
Por otro lado, Lorenzo Mejino del periódico El Diario Vasco destacó la idea de complementar dos idiomas, la ambientación y la actuación de Sbaraglia, a la cual describió como una interpretación magnífica que le brinda a su personaje «una gran densidad y solemnidad», pero resaltó que el problema de la serie es su ritmo al cual lo catalogó como «ultra lento» y hace que el espectador se desespere delante de la pantalla, ya que tiene «escenas larguísimas en las que no pasa nada que adelante la trama». En cuanto a la segunda temporada, Fernando Criollo de El Comercio manifestó que «pese al cambio de tono, los ocho episodios de la segunda temporada conservan un par de elementos narrativos, en los que se busca una continuidad coherente».

### Premios y nominaciones
| Lista de premios y nominaciones | Lista de premios y nominaciones | Lista de premios y nominaciones | Lista de premios y nominaciones                  | Lista de premios y nominaciones | Lista de premios y nominaciones |
| Año                             | Ceremonia de premiación         | Categoría                       | Nominado/a (s)                                   | Resultado                       | Ref(s)                          |
| ------------------------------- | ------------------------------- | ------------------------------- | ------------------------------------------------ | ------------------------------- | ------------------------------- |
| 2015                            | Troféu UOL TV e Famosos         | Mejor Serie Nacional            | El hipnotizador                                  | Nominado                        | [ 18 ]                          |
| 2016                            | Telly Awards                    | Mejor Dirección de Arte         | Rodrigo Martirena                                | Ganador                         | [ 19 ]                          |
| 2016                            | Telly Awards                    | Mejor Dirección                 | Alex Gabassi y José Eduardo Belmonte             | Ganadores                       | [ 19 ]                          |
| 2016                            | Telly Awards                    | Mejor Edición                   | Sabrina Wilkins y Bruno Lasevicius               | Ganadores                       | [ 19 ]                          |
| 2016                            | Telly Awards                    | Mejor Diseño de Sonido          | 1927 Áudio y Full Mix                            | Ganadores                       | [ 19 ]                          |
| 2016                            | Telly Awards                    | Mejor Cinematografía            | Pedro Luque                                      | Ganador                         | [ 19 ]                          |
| 2016                            | Prêmio Jovem Brasileiro         | Mejor Actriz                    | Mel Fronckowiak                                  | Nominada                        | [ 20 ]                          |
| 2018                            | Telly Awards                    | Mejor Edición                   | Olivia Brenga, Nina Kopko y Henrique Vianna      | Ganadores                       | [ 21 ]                          |
| 2018                            | Telly Awards                    | Mejor Cinematografía            | Arauco Hernández Holz                            | Ganador                         | [ 21 ]                          |
| 2018                            | Telly Awards                    | Mejor Dirección de Arte         | Rodrigo Martirena                                | Ganador                         | [ 21 ]                          |
| 2018                            | Telly Awards                    | Mejor Guion                     | Leonardo Levis, Pablo De Santis y Tiago Teixeira | Ganadores                       | [ 21 ]                          |